# إسطاديون
إِسْطَادِيُون أو إستاديون (باليونانية: στάδιον، وباللاتينية: stadium) هي وحدة قياس يونانية قديمة للأطوال والمسافات، كانت تعتمد على مقدار محيط الملاعب الرياضية في ذلك الوقت، ووفقا للمؤرخ اليوناني هيرودوت فإن قيمة 1 إسطاديون تساوي 600 قدم يوناني.
كانت مقدار وحدة القدم اليوناني مختلف من مكان لأخر في الدولة اليونانية، وكان مقدار طول الإسطاديون محل خلاف وجدل لمئات السنوات. العديد من الافتراضات والحسابات وضعت لإيجاد مكافئ لهذه الوحدة، وبعض هذه الافتراضات تم بالفعل تسميتها واعتمادها من بينها:
| اسم الإسطاديون    | طول (تقريبي) | طول (تقريبي) | الوصف / الوحدة المكافئة                  | اقترحت من قبل                             |
| اسم الإسطاديون    | متر          | ياردة        | الوصف / الوحدة المكافئة                  | اقترحت من قبل                             |
| ----------------- | ------------ | ------------ | ---------------------------------------- | ----------------------------------------- |
| المساري           | 157          | 172          | تستخدم في قياس المسافة المقطوعة في رحلة. | جان أنطوان ليترون، 1816                   |
| الأولمبي          | 176          | 192          | 600 × 294 مم                             | كارل فرديناند فريدريش ليمان - هاوبت، 1929 |
| البطلمية          | 185          | 202          | 600 × 308 مم                             | أوتو كونتز، 1923 ؛ دي. ديكس، 1960         |
| البابلية الفارسية | 196          | 214          | 600 × 327 مم                             | ليمان - هاوبت، 1929                       |
| الفينيقية المصرية | 209          | 229          | 600 × 349 مم                             | ليمان - هاوبت، 1929                       |

تم إجراء اختبار تجريبي لتحديد الطول الصحيح للإسطاديون من قِبل العالم (ليف فاسيليفيتش فيرسوف Lev Vasilevich Firsov ) الذي قام بمقارنة 81 وحدة طول استخدمت سابقا من قبل عالم الرياضات اليوناني إراتوستينس وعالم الجغرافيا اليوناني سترابو، وقارنها مع مسافات لخطوط مستقيمة تم قياسها بالطرق الحديثة ثم حسب متوسط القراءات، ووجد فيرسوف أن الإسطاديون يساوي حوالي 157.7 متر (172.5 يارد).
الطريقة التي يتم استخدامها لحساب مقدار الإسطاديون يمكن أن تؤثر على تفسير وترجمة النصوص القديمة . على سبيل المثال، قيمة الخطأ في حساب محيط الأرض من قِبل إراتوستينس أو بوسيدونيوس تعتمد على قيمة الإسطاديون المناسبة التي قام كل منهما باختيارها للحساب.
خلال العصور الوسطى والفترة الحديثة، اُستُخدمت كلمة إسطاديون (stadium) على أنها كلمة مرادفة لكلمة فرلنغ (furlong)، وهي وحدة قياس من أصل أنجلوسكسوني تساوي تقريبًا 201 متر.